# Bröttjärnaån
Bröttjärnaån este o arie protejată (arie specială de conservare — SAC, sit de importanță comunitară — SCI) din Suedia întinsă pe o suprafață de 12,5 ha, integral pe uscat.

## Localizare
Centrul sitului Bröttjärnaån este situat la coordonatele 60°30′58″N 15°00′18″E / 60.5161°N 15.0049°E.

## Înființare
Situl Bröttjärnaån a fost declarat sit de importanță comunitară în iunie 1996 pentru a proteja un număr necunoscut de specii din flora spontană și fauna sălbatică aflate în arealul zonei. Situl a fost protejat și ca arie specială de conservare în martie 2011.

## Biodiversitate
Situată în ecoregiunea boreală, aria protejată conține 4 habitate naturale: Cursuri de apă de la nivel de câmpie la nivel montan, cu vegetație Ranunculion fluitantis și Callitricho-Batrachion, Râuri naturale fino-scandinave, Păduri aluvionare cu Alnus glutinosa și Fraxinus excelsior (Alno-Padion, Alnion incanae, Salicion albae), Taiga vestică.
La baza desemnării sitului se află un număr nedeclarat de specii protejate.